# Echium glomeratum
Echium glomeratum är en strävbladig växtart som beskrevs av Jean Louis Marie Poiret. Echium glomeratum ingår i släktet snokörter, och familjen strävbladiga växter. Inga underarter finns listade i Catalogue of Life.

## Bildgalleri

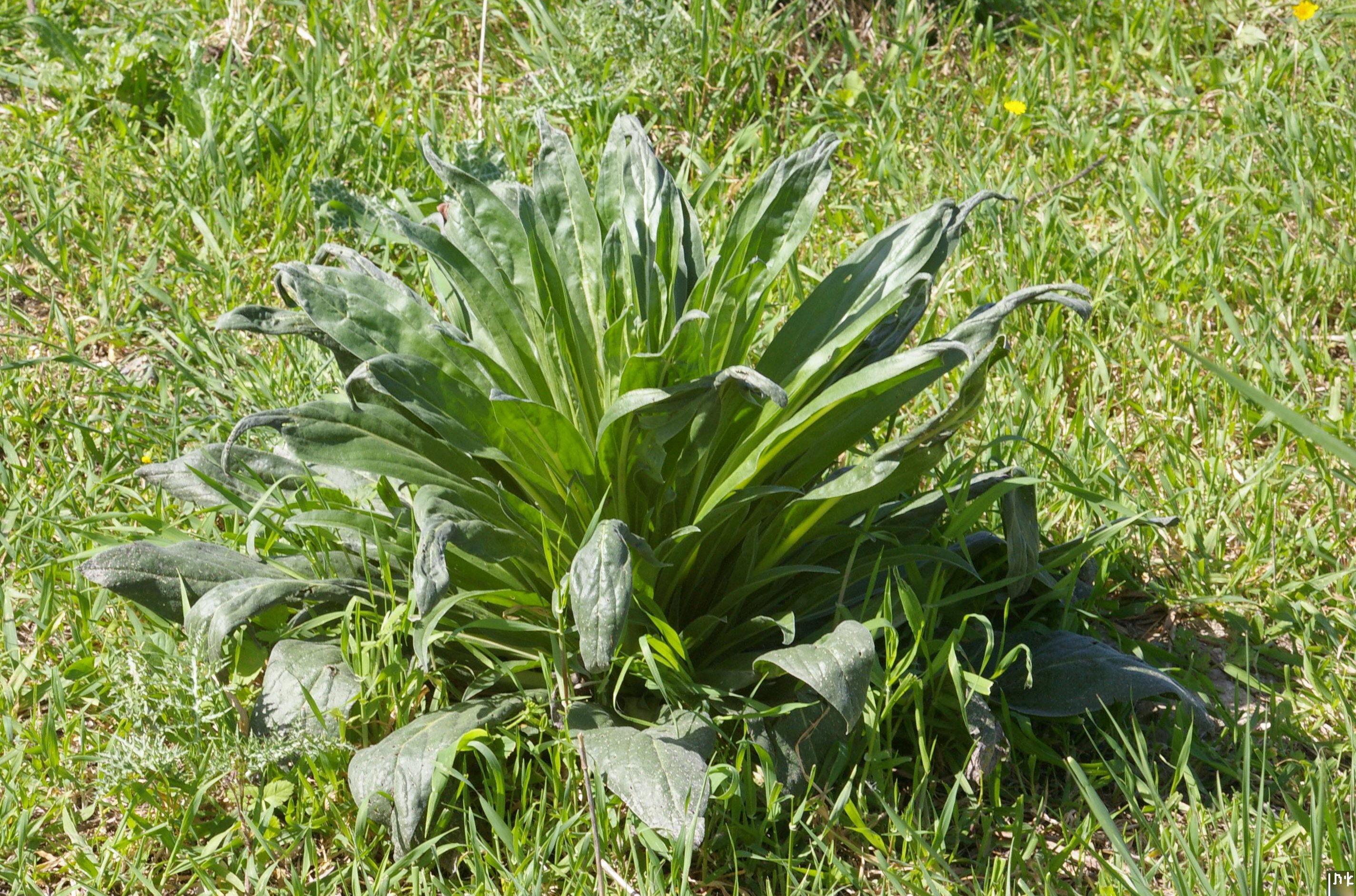
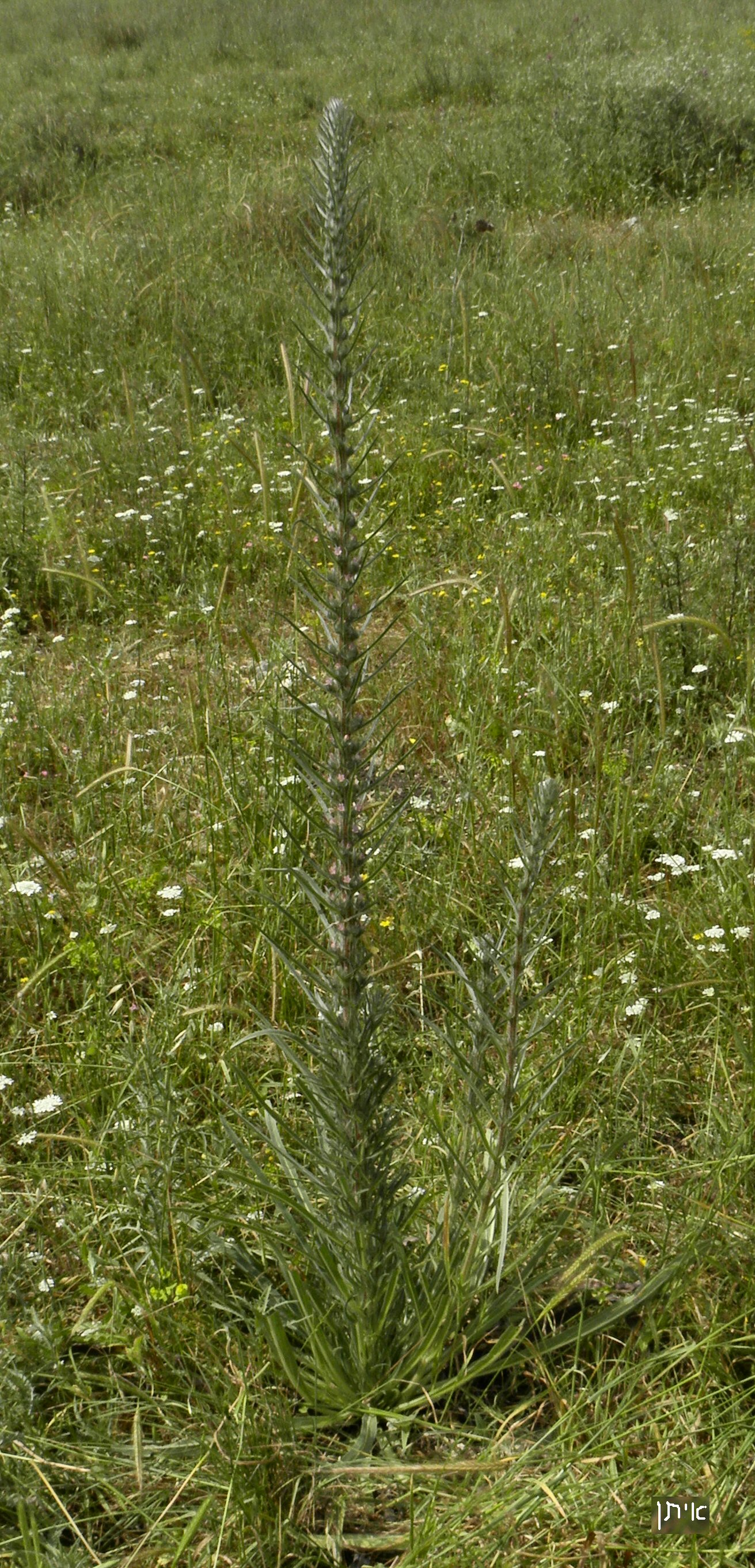
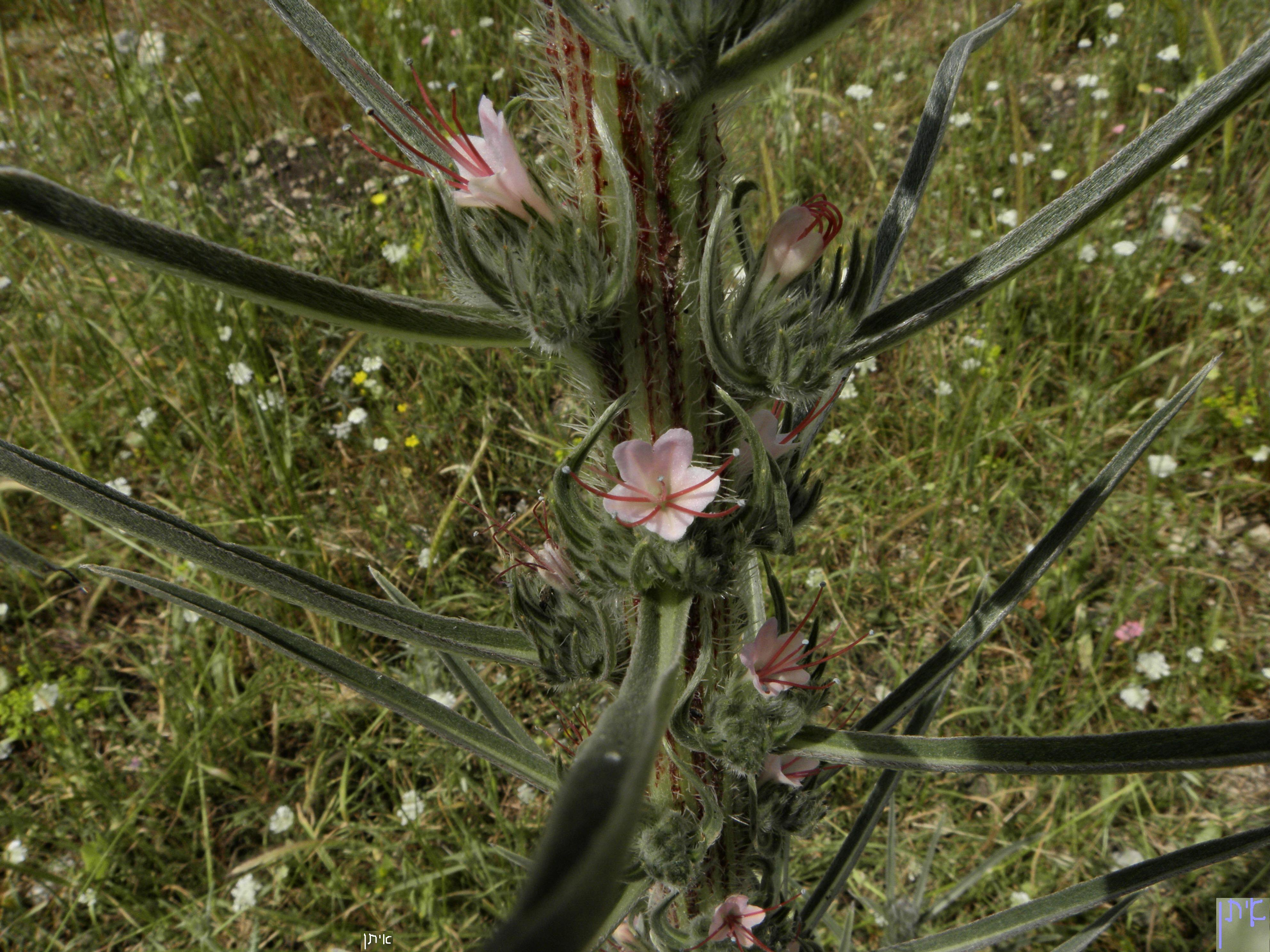